# Département d'Esquina
Le département d'Esquina est une des 25 subdivisions de la province de Corrientes, en Argentine. Son chef-lieu est la ville d'Esquina.
Le département a une superficie de 3 723 km2. Il est bordé au nord par le département de Goya, à l'est par les départements de Curuzú Cuatiá et de Sauce, au sud par la province d'Entre Ríos et à l'ouest par la province de Santa Fe, dont il est séparé par le río Paraná.

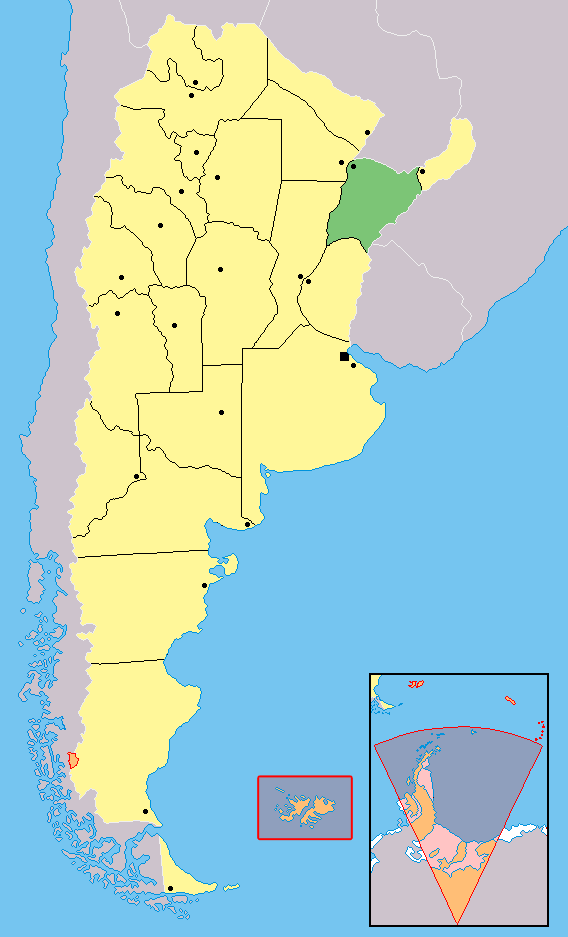
Localisation de la province de Corrientes en Argentine.

Sa population s'élevait à 30 372 habitants en 2001.